# Piciul
Piciul (în franceză Le petit chose) este titlul primului roman al scriitorului francez Alphonse Daudet, publicat în 1868, descriind, de fapt, biografia autorului. 

## Rezumat
Acest roman este povestea unui copil sensibil și sărac care nu va reuși niciodată să se maturizeze. Romanul începe odată cu nașterea  Piciului într-o familie din sudul Franței, care devine foarte săracă. Piciul este fiul domnului și doamnei Eyssette. Fratele lui mai mare se numește Jacques. Un alt frate mai mare nu mai locuiește cu familia. La vârsta de șapte ani familia părăsește sudul Franței pentru a pleca la Lyon fiindcă tatăl trebuia să muncească pentru a-și întreține famila. Viața în acest mare oraș va fi foarte grea pentru Pici. El începe o viață nouă într-un apartament murdar și umed, cu gândaci în bucătărie. Piciul începe școala, fiind singurul care poartă o bluză sărăcăcioasă, iar colegii și profesorii râd de el, atrăgându-și astfel porecla Piciul. Piciul înțelege că pentru a-i fi recunoscute meritele trebuie să muncească de două ori mai mult ca ceilalți, așa că se apucă imediat de treabă.